# Emil Fischer (baixo)
Emil Fischer (Braunschweig, 13 de junho de 1838 — Hamburgo, 11 de agosto de 1914) foi um baixo dramático alemão.

## Biografia
Estreou em 1857 em Graz na ópera Jean de Paris de François Adrien Boieldieu. Depois cantou em Pressburg, Stettin, and Brunswick. De 1863 a 1870 ele foi o diretor da ópera de Danzigue. De 1875 a 1880 cantou em Rotterdam, e de 1880 a 1885 em Dresden. O período de 1885 a 1891 no Metropolitan Opera House marca o apogeu de seus triunfos artísticos. Lilli Lehmann, Max Alvary, e Marianne Brandt cantaram lá com ele. Ele não apenas foi o primeiro a cantar os papéis para baixos nos últimos dramas líricos de Richard Wagner, como também manteve sua reputação como intérprete de Wagner não superado por ninguém e igualado por poucos. De 1895 a 1897 ele se apresentou em cidades americanas como membro da Damrosch Opera Company de Walter Damrosch. Ele apareceu novamente e pela última vez no Metropolitan Opera em 1904.